# Вівчар Ганна Миколаївна
Га́нна Микола́ївна Вівча́р (нар. 1944, с. Садове, Запорізька область — пом. 2023, м. Львів) — українська письменниця, член Національної спілки письменників України (1992).

## Біографія
Народилася 10 травня 1944 року в с. с. Садове, Токмацького району Запорізької області в сім'ї полеглого фронтовика. Закінчила Запорізький індустріальний технікум та у цьому ж місті Інститут патентознавства. Працювала в будівельних організаціях, на промислових підприємствах. В кінці 80-х років ХХ століття переїхала до Львова, де працювала кореспондентом-організатором Бюро пропаганди художньої літератури при Львівській обласній організації НСПУ. Померла 23 грудня 2023 році у Львові.

## Літературна діяльність
Поетеса, прозаїк.

Починала як російськомовна авторка, але усі книги видані українською, зокрема, збірки поезій «Вересневий переліт» (1987), «Малюнки з натури» (1989), «Лет жайворона» (1990), «…Аби мені не пережить любов» (1993), «До слова — ніби до іконостаса» (2005), «Крик» (2007), «Бароковий сад» (2008), «Мушля часу» (2019). В журналі «Дзвін» надрукована її повість «Легка дорога» й поема про Т. Г. Шевченка. Писала також для дітей, наприклад, вийшла друком книжка «Малюнки з уяви». Створювала тексти для пісень.

## Відзнаки
- Лауреатка обласної літературної премії ім. М. Шашкевича (2007).